# Álomból ébredve
Álomból ébredve är ett musikalbum som släpptes år 2002 av den ungerska musikgruppen Bikini.

## Låtlista
1. Nem ér a nevem
2. Rá se ránts
3. Valaki kéne
4. Kinéz a szerelem
5. Vízió
6. Látom a szemeden
7. Ugyanaz a cirkusz
8. Árnyak és színek
9. Álomból ébredve
10. Tavasz